# Lacrosse (satélite)

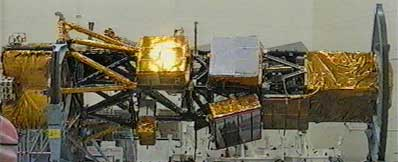
Imagem liberada pelo NRO, exibindo um satélite Lacrosse em construção.

Lacrosse ou Onyx é a designação de uma série de satélites de reconhecimento de imagens por radar, operados pelo National Reconnaissance Office (NRO) dos Estados Unidos. Apesar de não serem reconhecidos oficialmente pelo NRO antes de 2008, existiam muitas evidências apontando para a sua existência, incluindo um site da NASA. Em julho de 2008, o NRO liberou os documentos secretos sobre a existência desses satélites e seus radares de abertura sintética.